# ホンジュラスの在外公館の一覧

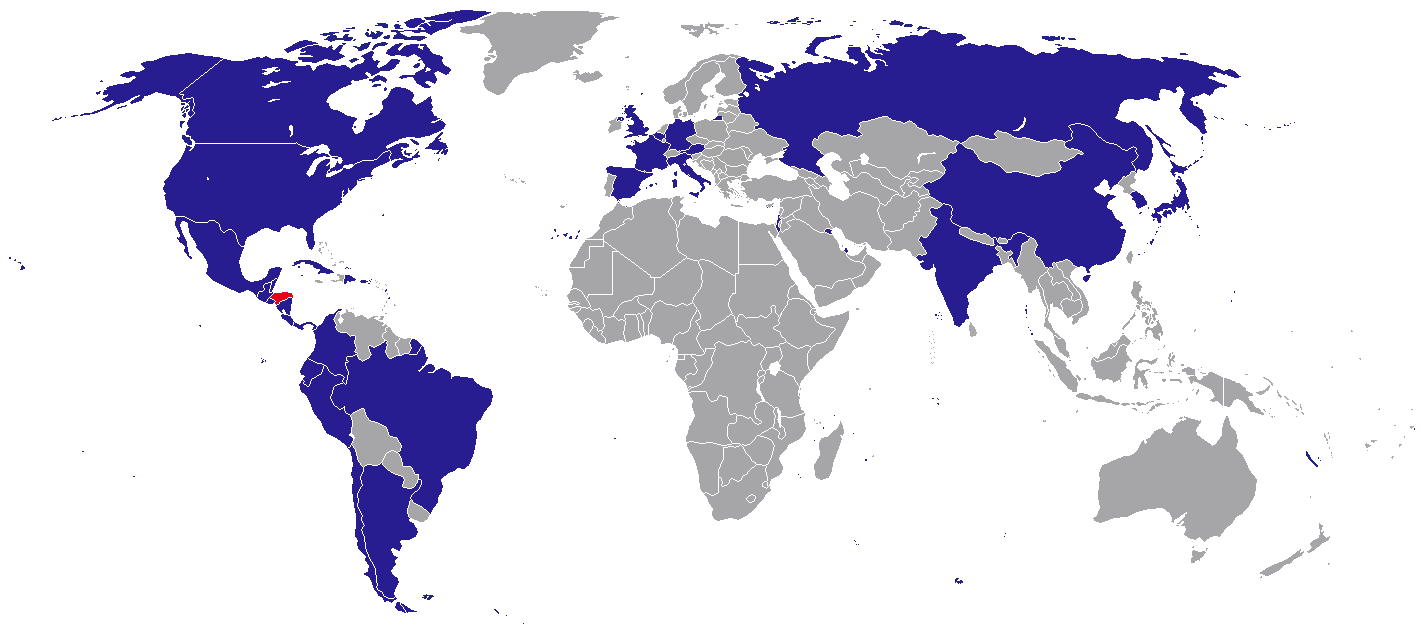
ホンジュラスの在外公館が設置されている国

ホンジュラスの在外公館の一覧では、ホンジュラス共和国の在外公館（大使館、総領事館等）を挙げる。

## アジア
- イスラエル
  - 在イスラエル大使館 (テルアビブ)
- クウェート
  - 在クウェート大使館 (クウェート市)
- 大韓民国
  - 在大韓民国大使館 (ソウル)
- 日本
  - 在日本国大使館 (東京)

## 北米
| - アメリカ合衆国 - 在アメリカ合衆国大使館 (ワシントンD.C.) - 在アトランタ総領事館 (アトランタ) - 在サンフランシスコ総領事館 (サンフランシスコ) - 在シカゴ総領事館 (シカゴ) - 在ダラス総領事館 (ダラス) - 在ニューオーリンズ総領事館 (ニューオーリンズ) - 在ニューヨーク総領事館 (ニューヨーク) - 在ヒューストン総領事館 (ヒューストン) - 在マイアミ総領事館 (マイアミ) - 在マッカレン総領事館 (マッカレン) - 在ロサンゼルス総領事館 (ロサンゼルス) | - カナダ - 在カナダ大使館 (オタワ) - 在モントリオール総領事館 (モントリオール) |

## 中南米
| - アルゼンチン - 在アルゼンチン大使館 (ブエノスアイレス) - エクアドル - 在エクアドル大使館 (キト) - エルサルバドル - 在エルサルバドル大使館 (サンサルバドル) - キューバ - 在キューバ大使館 (ハバナ) - グアテマラ - 在グアテマラ大使館 (グアテマラシティ) - コスタリカ - 在コスタリカ使館 (サンホセ) - コロンビア - 在コロンビア大使館 (ボゴタ) - チリ - 在チリ大使館 (サンティアゴ・デ・チレ) - ドミニカ共和国 - 在ドミニカ共和国大使館 (サントドミンゴ) - パナマ - 在パナマ大使館 (パナマシティ) | - ブラジル - 在ブラジル大使館 (ブラジリア) - ベネズエラ - 在ベネズエラ大使館 (カラカス) - ベリーズ - 在ベリーズ大使館 (ベリーズシティ) - ペルー - 在ペルー大使館 (リマ) - メキシコ - 在メキシコ大使館 (メキシコシティ) - 在サン・ルイス・ポトシ総領事館 (サン・ルイス・ポトシ) - 在タパチュラ総領事館 (タパチュラ) - 在ティフアナ総領事館 (ティフアナ) - 在ベラクルス総領事館 (ベラクルス) - 在プエブラ総領事館 (プエブラ) - 在アカユカン領事事務所 (アカユカン) - 在サルティーヨ領事事務所 (サルティーヨ) - 在テノシケ領事事務所 (テノシケ) |

## ヨーロッパ

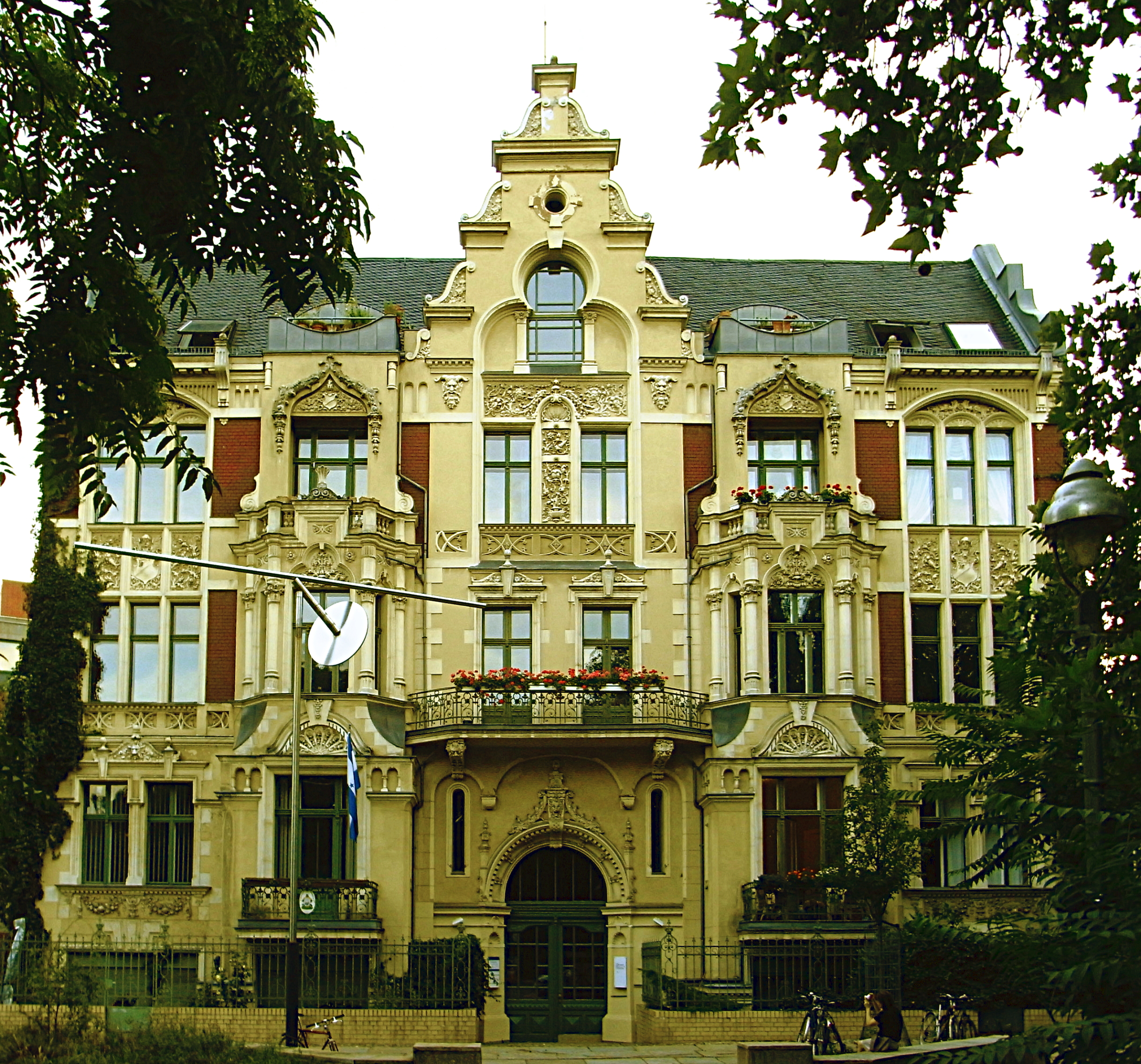
在ドイツ大使館

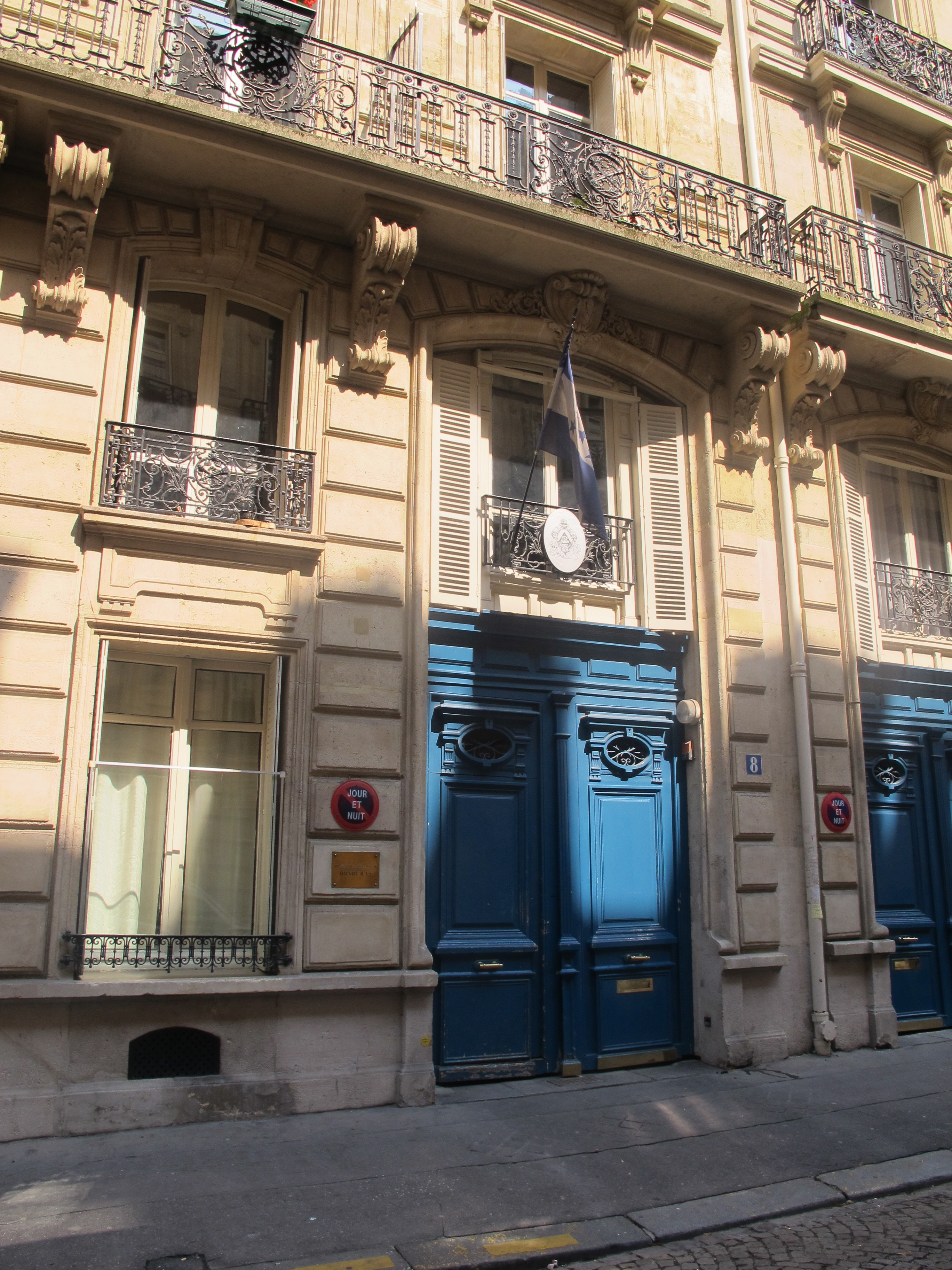
在フランス大使館

- イタリア
  - 在イタリア大使館 (ローマ)
- イギリス
  - 在イギリス大使館 (ロンドン)
- オーストリア
  - 在オーストリア大使館 (ウィーン)
- スペイン
  - 在スペイン大使館 (マドリッド)
  - 在バルセロナ総領事館 (バルセロナ)
- ドイツ
  - 在ドイツ大使館 (ベルリン)
- バチカン
  - 在バチカン大使館 (ローマ)
- フランス
  - 在フランス大使館 (パリ)
- ベルギー
  - 在ベルギー大使館 (ブリュッセル)
- ロシア
  - 在ロシア大使館 (モスクワ)

## アフリカ
- エジプト
  - 在エジプト大使館 (カイロ)
- セネガル
  - 在セネガル大使館 (ダカール)

## 国際機関代表部
- 国際連合代表部 (ニューヨーク・ジュネーヴ)
- 国際連合教育科学文化機関代表部 (パリ)
- 国際連合食糧農業機関 (ローマ)
- 欧州連合代表部 (ブリュッセル)
- 米州機構代表部 (ワシントンD.C.)